# Poko
poko（ぽこ、1976年7月24日 - ）は、日本のイラストレーター、漫画家。女性。秋田県出身、東京都在住。本名:松井 美那枝（まつい みなえ）
。

## 人物
東洋美術学校絵画科卒業。ウェブデザイン会社に勤めていた2005年に自らのブログを開設。家事・育児の日常生活を描いた文章と、子供の歌をアニメに乗せた動画を掲載し、順次ユーチューブで公開したところ、世界各地から大きな反響を集め合計200万回以上の再生回数を記録した。2006年3月、勤務先を退職した直後にブログサービス各社が協賛して選ぶ「日本ブログ大賞」の主婦ブロガー大賞を受賞。同年8月にはブログが単行本「DaccHo!」となった。2014年11月に電子書籍版（全16巻）が刊行された。
2010年5月2日、一部の動画がNHK総合「特ダネ投稿DO画」で放送された。
離婚歴があるが、その後再婚して2003年に第1子にあたる長女を出産。その後、2007年に第2子（長男）も誕生している。6歳年下の妹がいる。

## 著書
- DaccHo!（北辰堂、2006年8月発行）ISBN 978-4-861-23522-1